# Citrus limettioides
Pour les articles homonymes, voir limettier et limettier doux.
Espèce
Classification APG III (2009)
Citrus limettioides est une espèce d'arbre fruitier de la famille des Rutaceae. Il est aussi appelé limettier doux avec pour principal cultivar le limettier doux de Palestine, qui produit des limettes ou citrons doux. Leur jus contient généralement moins de 0,1 % d'acide citrique : le goût est très léger. Il est cultivé pour son fruit en Afrique du Nord (Tunisie, Maroc), au Moyen-Orient, en Iran, au Pendjab, en Inde (Maharashtra, Uttaranchal), en Amérique centrale et peu connu en Europe.

## Dénomination
On rencontre l'orthographe Citrus limettoides.
La taxonomie retient Citrus × limettioides Yu.Tanaka Journal Indian Botanical Soc. (1937), français Limettier doux de Palestine, espagnol lima dulce de India, الليمون الفلسطيني الحلو (allaymun alfilastiniu alhulw) en arabe, limun helou ou limun succari en Egypte. Le fruit séché au soleil est connu comme noumi basra en Iraq, as limoo amani (Omani limes) en Iran, loomi à Oman.
Les synonymies sont parfois fantaisistes citron (Citrus × limon), cédrat (Citrus medica).

### Phylogénie
La généalogie est complexe. La génomique permet de regrouper les limettes douces dans un vaste clade avec une hérédité comparable et composé de C. limetta, du C. meyeri et des citrons C. limon.
Franck Curk et al. donnent (2016) une phylogénie sur base de marqueurs cytoplasmiques et nucléaires. C. limettioides sont classés dans le sous groupe CT6 (chlorotype 6) pamplemoussiers, groupe nucléaire principal G. à côté des 3 cultivars de limettes douces les auteurs placent le citron doux Butnal (Butnal sweet lemon et une variété de citron marocain à fruit sphérique, aréole peu marquée, sans acidité et très juteux). Ces accessions avaient une structure nucléaire relative à trois espèces (C. reticulata, C. maxima et C. medica en hétérozygotie) similaire à celle observée chez les citrons jaunes. Avec près de 50 % de contribution de cédratier C. medica, et probablement d'un double hybride pamplemoussier x mandarinier (C. maxima  ×  C. reticulata) × C. medica.

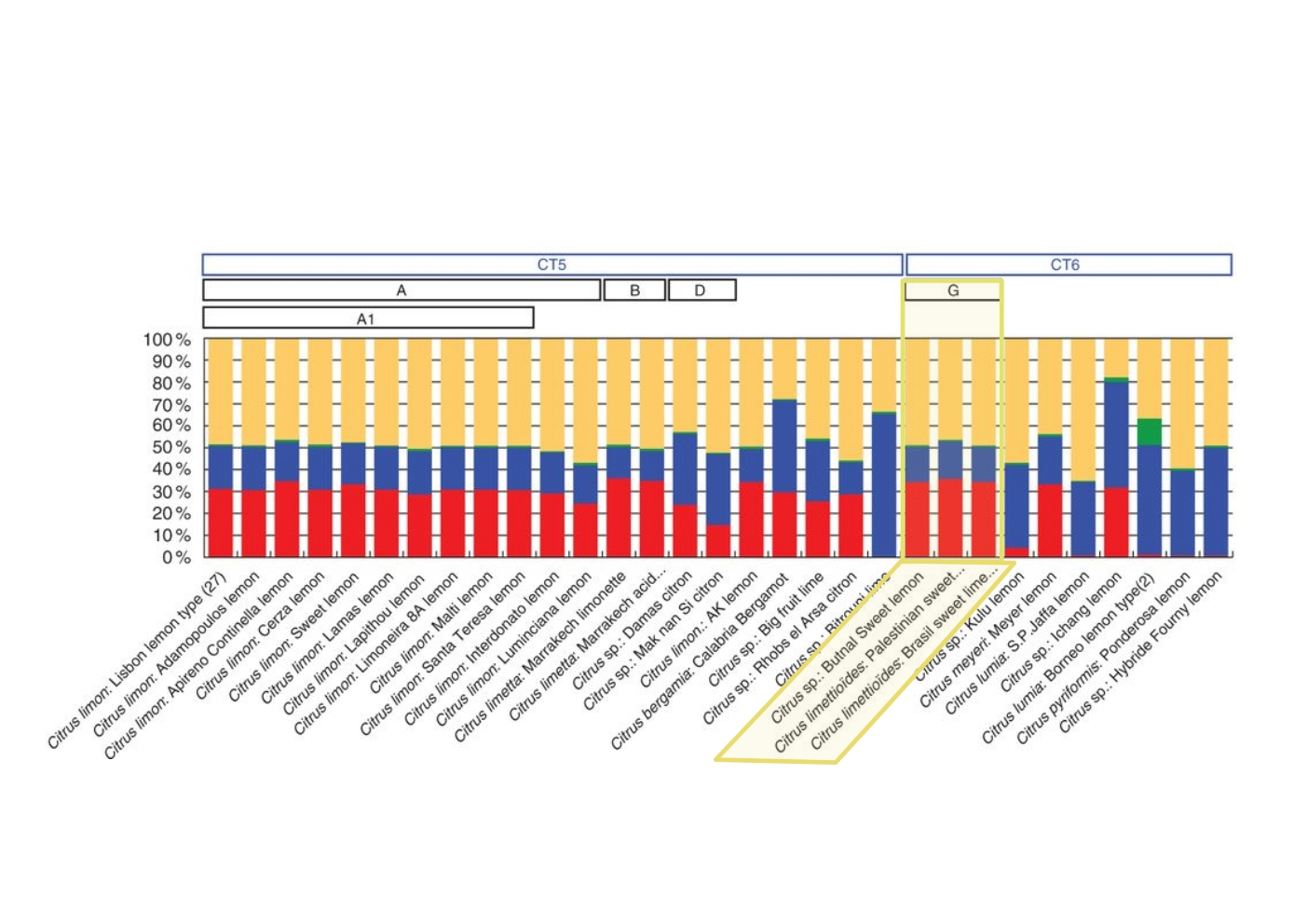
Contribution en pourcentage des taxons ancestraux (base polymorphisme mononucléotidique): les 3 accessions de C. limettoïdes (groupe G) présentent 50 % de contribution de cédrat, probablement (C. maxima en bleu ×  C. reticulata en rouge) × C. medica en jaune

Franck Curk écrit dans sa thèse (2014): « Nous n’avons pas pu identifier le parent femelle car aucun des hybrides (C. maxima × C. reticulata) de notre étude en combinaison avec C. medica ne permet de générer le profil génétique de ces variétés ».
Nicolosi et al. (2000) avaient montré (ADN chloroplastique) que C. limettioides (et C. meyeri) ont une phylogénie maternelle C. maxima (en 2016 Franck Curk et al. notent la proximité du citron Meyer, ils écrivent qu'ils « ont probablement une origine similaire (C. maxima  ×  C. reticulata) × C. medica ».

### Cultivars
Les cultivars cités par les études génomiques appartiennent aux collections INRA-CIRAD de Corse :
- Lime douce Bisri SRA 772
- Lime douce Brazsil SRA 697[15]

et à la collection de l'IVIA à Valence:
- Lime douce de Palestine IVIA 305[13].

En fonction de leur proximité génétique et de leur ascendance double hybride Sajjad Hussain et al. (2022) et malgré l'antériorité de F. Curk s'autorisent à écrire que le nom devrait être C. x limon (L) Burm.f. var. limettiodes ined. (Ollitrault et al. 2020b).
Des limes douces ont été cultivées au Portugal (XIXe siècle) et de là introduites au Brésil. Le spécimen de la collection de Riverside Givaudan à l'UCR provient du Brésil, le fruit n'est pas mamelonné.

## Utilisation et culture
L'abondant jus du fruit moins sucré qu'une orange douce mais sans d'acidité est généralement qualifié d'insipide, il est consommé dilué comme boisson, le fruit est aussi consommé comme fruit de table.
H. Chapot (1953) écrit qu'on trouve souvent au Maroc, la limetteTrabelsi, homonyme de lime douce qui est la même que la lime douce de Palestine ou le Lemoun Helou du Liban et de Syrie, qu'on utilisait autrefois en Palestine comme porte-greffe. En ethnomédecine iranienne, le jus du līmū-šīrīn est un liquide de refroidissement (ḵonakī)indiqué pour les fièvres infectieuses. On en fait des confitures (morabbā) et des pickles (toršī).

### Huile essentielle
Le petit-grain de C. limettoides (Meeta ninbu) est mentionné (1954) dans l'Uttar Pradesh avec un rendement de 0.18%, avec 26% de limonène et dipentène, 26% de linalol, 17% d'acétate de linalyle.
L'huile essentielle du fruit a pour composants principaux le linalol (32%), le d-limonène (48,3 %), le myrcène, le citronellal et le β-citronellol, et de l'acétate de linalyle et tiglate d'isopropyle en quoi elle a une activité insecticide sur le moustique A. aegypti. Une analyse détaillée a été publiée dans. Journal of Pharmaceutical Technology & Drug Research (2012).

## Anthologie
- H. Chapot. Trois Citrus marocains. Al Awamia, 2, pp. 47-81, janvier 1962.

« Le Lemoun Helou du Maroc est le même Lemoun Helou rencontré dans le Proche-Orient (Turquie, Syrie, Liban, Palestine, Egypte) sous le même nom et qui est connu en anglais sous le nom de Palestine Sweet Lime »